# KDT Nacional Sporting Club
El KDT Nacional Sporting Club es un club de fútbol con sede en la Provincia Constitucional del Callao, Perú. Fue fundado el 1 de enero de 1931 y militó en dos etapas en la Primera División del Perú: la primera fue entre 1962 y 1964 y la segunda entre 1968 y 1969, ya en campeonatos nacionales.

## Historia
KDT Nacional Sporting Club fue fundado el 1 de enero de 1931 por Gualberto Lizárraga. Durante los años 1940 participó en la Liga Regional de Lima y Callao, hasta 1950 cuando logró el título de este torneo y el ascenso a la Segunda División del Perú. En el torneo de 1954 tuvo su primera gran campaña en esa categoría, cuando peleó el título hasta la última fecha junto al Unión Callao, cuadro que al final logró el ascenso.
En la Segunda División 1959 perdió el ascenso a Primera División tras la derrota por 1-0, en la fecha final, ante el Mariscal Sucre; con quien compartía el primer lugar hasta esa fecha. En el torneo de 1961 logró el título de la Segunda tras vencer por un marcador de 2-1 a Unidad Vecinal N.º 3 en la última fecha de la Segunda División, obteniendo al ascenso a Primera por encima de la Association Chorrillos. Luego de su auspiciosa llegada a la Primera División, al KDT deambulo en las últimas posiciones, ubicándose en la 8.ª posición del torneo de 1962, cosechando 4 triunfos, 8 derrotas y 6 empates.
Luego de dos temporadas ubicado en la parte baja de la tabla descendió a Segunda en 1964, tras lograr tan solo una victoria en los 22 partidos que disputó en aquella temporada. En la Segunda División 1967 obtuvo nuevamente el campeonato, por encima del Independiente Sacachispas, ascendiendo a Primera donde se mantuvo hasta el Descentralizado 1969, año en el que quedó último en la primera etapa y en la liguilla del descenso, perdiendo instantáneamente la categoría. En Segunda estuvo únicamente en la edición de 1970 pues descendió en ese torneo junto a Huracán San Isidro, regresando a la Liga del Callao.
Del 1986 a 1990 KDT Nacional tuvo la primera presidenta mujer en la historia del deporte Peruano, Rosa Ana Berríos Orúe, Pochita Berríos, quien llevó al club a su primer campeonato en más de 22 años al ganar la Liga Distrital en 1987. Tras lograr también el título de la Liga Departamental de Fútbol del Callao participó de la Etapa Regional de la Copa Perú 1988 donde integró la Región IV junto a Sport Puerto Aéreo y Bella Esperanza pero no pudo lograr el retorno a la Segunda División.
Durante las siguientes décadas, KDT deambulo en las últimos lugares de la Liga del Callao, hasta que, en 2003, el Sr. Wenceslao Miller toma la decisión de no se presentarse a jugar la Segunda Distrital, debido a falta de garantías económicas, ya que era la única persona que velaba por el mantenimiento y bienestar de la institución. 
EL 15 de noviembre de 2013, tras una larga reunión entre el Sr. Wenceslao Miller, la empresaria Fanny Rodríguez y el entrenador Juan Carlos Rodríguez, se hizo de manera oficial el resurgimiento del club. En los siguientes años, el KDT fue partícipe de la Liga Distrital Bellavista - La Perla, aspirando a clasificar a la Liga Superior del Callao y finalmente, a la Departamental. En 2014 el KDT Nacional se preparó para afrontar la distrital con un plantel enriquecido entre la experiencia y la juventud. Tras lograr clasificar en el tercer lugar a la Departamental, KDT compartió el Grupo A de la Departamental junto a la Academia Cantolao (campeón de Bellavista-La Perla), Alfredo Tomassini (campeón de Ventanilla) y Estrella Azul (subcampeón de Ventanilla). Tras igualar en puntos, el KDT Nacional y la Academia Cantolao se enfrentan en un partido extra disputado el 21 de septiembre de 2014. El marcador final fue a favor del Cantolao, que se impusieron 3-2 en un partido intenso. Según el fixture los clubes KDT y Cantolao debieron jugar con diferentes rivales, pero mediante un acuerdo se decidió no disputar tales encuentros y definir automáticamente al ganador del grupo en un partido extra entre ambos.
En 2015 terminó en tercer lugar en la Liga Distrital del Callao y clasificó al Interligas donde fue eliminado en primera fase por Estrella Azul de Ventanilla.
El club logra el subcampeonato de la Distrital del Callao 2016 y clasifica a la Departamental siendo eliminado en la primera fase por Alfredo Tomassini. Desde entonces no participa en torneos oficiales.

## Datos del club
- Temporadas en Primera División: 5 (1962-1964 y 1968-1969).
- Mejor puesto en Primera División: 8.º (1962).
- Temporadas en Segunda División: 15 (1951-1961, 1965-1967 y 1970).
- Mejor puesto en Segunda División: 1.º (1961 y 1967).

## Evolución de Uniforme

#### KDT Periodos 1931-1988
| Titular 1 | Titular 2 | Titular 3 | Titular 4 | Titular 5 | Titular 6 | Titular 7 | Titular 8 |  |

#### KDT Periodos 2003-presente
| Titular 1 | Titular 2 | Titular 3 | Titular 4 | Titular 5 | Titular 6 |  |

## Jugadores
De las filas del KDT Nacional, surgieron futbolistas que fueron figuras en el Club Atlético Chalaco y en el Sport Boys Association durante la década del 40' como Lorenzo Pacheco, Carlos Valdivia, José Agüero, Armando Agurto, Carlos Torres, Juan Castillo, Reynaldo Luna, entre otros.
El año 1987, como entrenador Walter Zubiaga y con jugadores como Luis Berrios Jr, César Zubiaga Altamirano, Wilmer Calderón, Martin Rodrigues, Tito Arizmendi, Mego Brisolesi, Nelo Ferruzo, Carlos Zubiaga, y muchos más que deleitaron en los años 1985-86 y 87 con un equipo aguerrido, con juego fino y hermoso, destacando su máximo goleador César Zubiaga Altamirano, quién después se fuera a jugar por Universitario de Deportes. Quién siguió como goleador fue el centro delantero, Wilmer Calderón. 
Así mismo el KDT reverdece laureles en 1990 logrando salir campeón en la serie B de la liga de fútbol de primera del callao, en donde sobresalieron los siguientes jugadores. El portero Manuel Ramos, y los centrales José 'Gallina' Vásquez, uno de los defensa más recios que pasaron por la liga del callao, Ernesto Álbites, Carlos Lena, José Prado, Henry Oshinawa destacando en la volante. En el medio campo alineaban: Enrique Castillo; Player Muñoz, César Flores y Luis Muro, en la delantera Luis Napuri, Carlos Rivera, consiguiendo el campeonato en la calidad de invicto; las figuras de este equipo fueron el goleador César Flores, José (gallina) Vásquez quien aporto de juego; el portero Manuel Ramos con su seguridad de manos y buena ubicación, la habilidad y magistrales, pases de player Muñoz y adelante la velocidad y oportunismo de Luis Napuri para anotar goles trascendentales contribuyeron para obtener el campeonato del año 1990.

## Entrenadores
| - Teodoro Alcalde (1953) - Carlos Torres (1954 - 1955) - Alberto Baldovino (1959 - 1960) - Juan Bulnes (1960) - José Chiarella (1961) | - Alejandro Heredia (1962) - José Chiarella (1963) - Segundo Castillo (1964) - Jorge Alcalde-Teodoro Alcalde (1964) - César Brush (1964-1965) | - Lorenzo Pacheco (1966) - Segundo Castillo (1967) - Roberto Reinoso (1968 - 1969) - Alfonso Huapaya (1970) |

## Palmarés

### Torneos nacionales (2)
| Competición nacional            | Títulos     | Subcampeonatos |
| ------------------------------- | ----------- | -------------- |
| Segunda División del Perú (2/2) | 1961, 1967. | 1954, 1959.    |

### Torneos regionales
- Liga Regional de Lima y Callao (1): 1950.
- Liga Departamental del Callao (1): 1987.
- Liga Distrital del Callao (1): 1987.
- Segunda División de Liga Regional de Lima y Callao (1): 1942.
- Subcampeón de la Liga Regional de Lima y Callao (2): 1946, 1947.
- Subcampeón de la Liga Distrital del Callao (1): 1990.
- Subcampeón de la División Intermedia del Callao (1): 1937.